# Barron River (Petawawa River)
Der Barron River ist ein etwa 54 km langer rechter Nebenfluss des Petawawa River im nördlichen Algonquin Provincial Park im Osten von Ontario in Kanada.

## Flusslauf
Es handelt sich um einen südlich verlaufenden Nebenfluss des Petawawa River. Der Barron River verlässt den See Stratton Lake nahe dem Achray-Campingplatz und mündet in den Petawawa River nahe der Stadt Petawawa.
Etwa vor 10.000 Jahren bildete der Barron River einen Hauptabfluss der Gletscherschmelzwasser in dieser Region.
Es wird angenommen, dass er für einen kurzen Zeitraum der Abfluss des historischen Sees Lake Agassiz war. Der 100 m tiefe Barron Canyon entstand während dieser Zeit. Die Felsen, die in der Schlucht zu Tage treten, zählen zum Kanadischen Schild.
Eine beliebte Kanu-Tour verläuft durch den Canyon.
Ein Wanderweg führt an den Rand der Schlucht.
Der Barron River fließt durch eine Verwerfungszone des Ottawa-Bonnechere-Grabens.
Entlang des Flusslaufs liegen mehrere Wasserfälle, darunter der Brigham Chute (⊙) und die High Falls (⊙).
Der Fluss war Ende des 19. und zu Beginn des 20. Jahrhunderts ein wichtiger Transportweg. Seine Wassermengen wurden zum Zwecke der Holz-Flößerei reguliert.